# Himmelnattens kejser
Himmelnattens kejser er en dansk dokumentarfilm fra 2003, der er instrueret af Michael Madsen.

## Handling
Det fortælles, at i år 900 regerede en blind kejser i Japan. Han blev kaldt Kejser Amayonomikoto - Himmelnattens Kejser. Udstyret med en turistguide og et videokamera sætter filmens instruktør ud på en rejse gennem Japan for at søge svar på spørgsmålet: Hvad vil det egentlig sige at se? Og hvad har myten om Himmelnattens Kejser at fortælle en billedbombarderet nutid, som lægger stadig mere vægt på visualitet? I en filosofisk og essayistisk form, blandet med rejsenotatets umiddelbare iagttagelser, er det filmens ambition at formulere mulige bud på synets betydning for menneskets opfattelse af tilværelsen og omgivelserne. En salgsrepræsentant for Sony, verdens største producent af audiovisuelt udstyr, har ét svar. En forsker med speciale i Himmelnattens Kejser et andet. En blind munk, Japans sidste, et tredje.